# Cyclopogon dutrae
Cyclopogon dutrae är en orkidéart som beskrevs av Rudolf Schlechter. Cyclopogon dutrae ingår i släktet Cyclopogon, och familjen orkidéer. Inga underarter finns listade i Catalogue of Life.